# Kabinett Wirth II
Das Kabinett Wirth II war ein Kabinett der Reichsregierung in der Zeit der Weimarer Republik. Die Minderheitsregierung war bis dato diejenige Regierung der Weimarer Republik mit der längsten Amtszeit, scheiterte jedoch nach einem Jahr am 14. November 1922 und wurde von einem konservativen Kabinett unter der Führung des parteilosen Geschäftsmannes Wilhelm Cuno abgelöst.
Mit Anton Fehr war ab 1922 erstmals ein Politiker des Bayerischen Bauernbundes Mitglied einer Reichsregierung.

## Zusammensetzung

### Reichsminister
| Kabinett Wirth II 26. Oktober 1921 bis 14. November 1922 | Kabinett Wirth II 26. Oktober 1921 bis 14. November 1922 | Kabinett Wirth II 26. Oktober 1921 bis 14. November 1922                               | Kabinett Wirth II 26. Oktober 1921 bis 14. November 1922 | Kabinett Wirth II 26. Oktober 1921 bis 14. November 1922 |
| -------------------------------------------------------- | -------------------------------------------------------- | -------------------------------------------------------------------------------------- | -------------------------------------------------------- | -------------------------------------------------------- |
| Reichskanzler                                            |                                                          | Joseph Wirth                                                                           |                                                          | Zentrum                                                  |
| Vizekanzler                                              |                                                          | Gustav Bauer                                                                           |                                                          | SPD                                                      |
| Schatz                                                   |                                                          | Gustav Bauer                                                                           |                                                          | SPD                                                      |
| Auswärtiges Amt                                          |                                                          | Joseph Wirth bis 31. Januar 1922                                                       |                                                          | Zentrum                                                  |
| Auswärtiges Amt                                          |                                                          | Walther Rathenau ermordet am 24. Juni 1922                                             |                                                          | DDP                                                      |
| Auswärtiges Amt                                          |                                                          | Joseph Wirth ab 26. Juni 1922                                                          |                                                          | Zentrum                                                  |
| Inneres                                                  |                                                          | Adolf Köster                                                                           |                                                          | SPD                                                      |
| Finanzen                                                 |                                                          | Andreas Hermes ernannt am 10. März 1922 zuvor mit der Führung der Geschäfte beauftragt |                                                          | Zentrum                                                  |
| Wirtschaft                                               |                                                          | Robert Schmidt                                                                         |                                                          | SPD                                                      |
| Arbeit                                                   |                                                          | Heinrich Brauns                                                                        |                                                          | Zentrum                                                  |
| Reichswehr                                               |                                                          | Otto Geßler                                                                            |                                                          | DDP                                                      |
| Justiz                                                   |                                                          | Gustav Radbruch                                                                        |                                                          | SPD                                                      |
| Ernährung und Landwirtschaft                             |                                                          | Andreas Hermes bis 10. März 1922                                                       |                                                          | Zentrum                                                  |
| Ernährung und Landwirtschaft                             |                                                          | Anton Fehr ab 31. März 1922                                                            |                                                          | BB                                                       |
| Wiederaufbau                                             | vakant                                                   | vakant                                                                                 | vakant                                                   | vakant                                                   |
| Post                                                     |                                                          | Johannes Giesberts                                                                     |                                                          | Zentrum                                                  |
| Verkehr                                                  |                                                          | Wilhelm Groener                                                                        |                                                          | parteilos                                                |

### Beamte der Reichskanzlei
| Beamte der Reichskanzlei                                   | Beamte der Reichskanzlei                             | Beamte der Reichskanzlei |
| ---------------------------------------------------------- | ---------------------------------------------------- | ------------------------ |
| Staatssekretär der Reichskanzlei                           | Heinrich Hemmer                                      |                          |
| Referent                                                   | Ministerialrat Arnold Brecht (bis 30. November 1921) |                          |
| Referent                                                   | Ministerialrat Karl Wever                            |                          |
| Referent                                                   | Ministerialrat Hans-Jürgen von Bornstedt             |                          |
| Referent                                                   | Regierungsrat Jürgen Offermann                       |                          |
| Ministerialbürodirektor                                    | Hofrat Rudolf Ostertag                               |                          |
| Leiter der Vereinigten Presseabteilung der Reichsregierung | Ministerialdirektor Oscar Müller                     |                          |